# Слайковский, Захар Филиппович
Захар Филиппович Слайковский — советский государственный и политический деятель, председатель Калининградского областного исполнительного комитета.

## Биография
Родился в 1901 году. Член ВКП(б) с 1925 года.
Участник Великой Отечественной войны. Партизан, в отряде в Сафоновском районе Смоленской области.
С 1924 года — хозяйственной, партийной, советской, профсоюзной работе в Брянской губернии, Белорусской ССР, Смоленской области. В 1941-1962 гг. — секретарь Смоленского областного комитета ВКП(б) по транспорту, 2-й секретарь Смоленского областного комитета ВКП(б), 2-й секретарь Великолукского областного комитета ВКП(б), 1-й секретарь Великолукского областного комитета ВКП(б),
1-й заместитель председателя Исполнительного комитета Калининградского областного Совета, председатель Исполнительного комитета Калининградского областного Совета.
Избирался депутатом Верховного Совета РСФСР 3-го, 4-го, 5-го созыва.
Умер в 1986 году в Калининграде.